# Tonacacihuatl

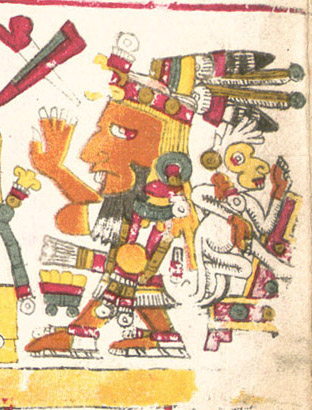
Rappresentazione di Tonacacihuatl tratta dal Codice Borgia

Tōnacācihuātl, era una divinità appartenente alla cosmogonia della mitologia azteca, nonché dea della fertilità, invocata per rendere la terra feconda e dispensatrice di frutti.
La maggior parte dei manoscritti di epoca coloniale la equiparano a Ōmecihuātl, o la descrivono come la sua manifestazione sulla terra.
Il suo consorte era Tōnacātēcuhtli.
Era appellata anche come Ilhuicacihuātl ("Signora dei Cieli").

## Etimologia
Il nome della dea è composta da due parole Nahuatlː "tōnacā" e "cihuātl".
Mentre la prima può essere tradotta come "donna" o "signora", la seconda offre più interpretazioni. Tonacā, pronunciata senza la 'o' lunga, significa "carne umana" o "cibo" con anteposto il prefisso 'to' ("nostro"). In tal caso, il significato diverrebbe "Signora del nostro cibo" o "Signora della nostra carne", talvolta reso come "Signora del nostro sostentamento". Ma poiché la parola "tōnac" significa "abbondanza", una frequente interpretazione alternativa è "Signora dell'abbondanza".

## Origini e ruolo
Tōnacācihuātl era la principale divinità creatrice del Messico centrale ed era comune a tutte le religioni mesoamericane. Secondo il Codice Ríos (Codex Vaticanus 3738), la Historia de los Mexicanos por sus pinturas, la Histoyre du Mechique e il Codice fiorentino, Tōnacācihuātl e la sua paredra Tōnacātēcuhtli risiedevano nel Ōmeyōcān, il 13° e più alto dei cieli, dal quale le anime degli uomini discendevano sulla Terra.
Essa è associata alla procreazione, per la quale è rappresentata nell'arte precolombiana intenta in atti simili al copulare. Nel Codice fiorentino Sahagún racconta che le ostetriche azteche, dopo aver bagnato il nuovo nato, recitavano "Tu sei nato nel luogo della dualità. Il luogo al di sopra dei nove cieli. Tuo padre e tua madre - Ōmetēuctli and Ōmecihuātl, la Signora dei Cieli - vi hanno formato, creandovi".
Nel 1629, Hernando Ruiz de Alarcón riporta l'uso di nominare la dea nei riti di semina, durante i quali, il seme di mais è affidato alla divinità della terra Tlaltecuhtli da uno sciamano il quale chiama il seme nohueltiuh Tōnacācihuātl ("mia sorella, la Signora dell'Abbondanza").
Nel Códice Chimalpopoca Tōnacātēcuhtli e Tōnacācihuātl sono elencati come una delle coppie divine alle quali Quetzalcoatl rivolge le sue preghiere.